# آیسینا

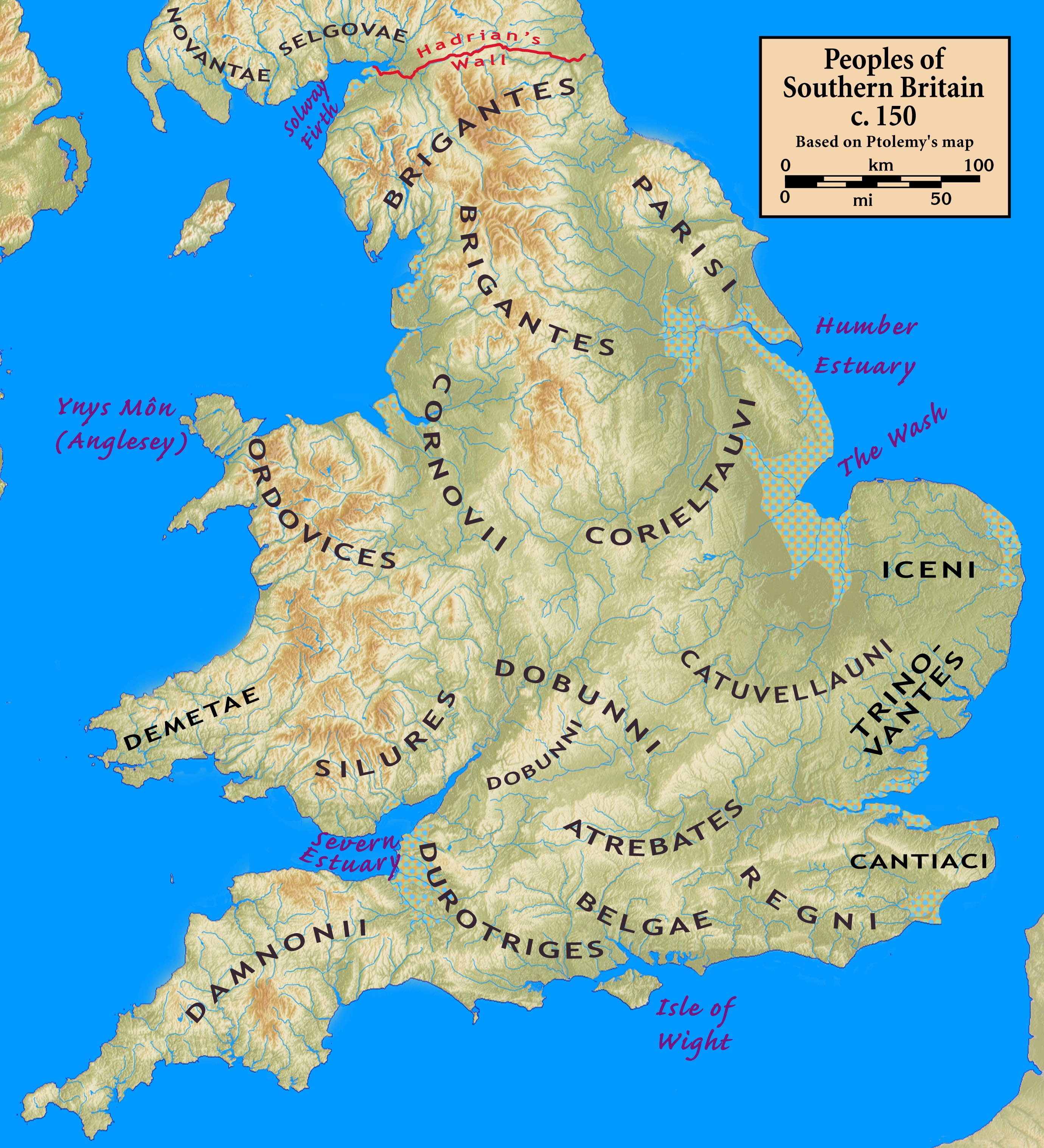
پیرامون ۱۵۰ پیش از میلاد. آیسینا درخاور بریتانیا

دودمانهای اصلی عصر آهن در جنوب بریتانیا

آیسینای (/ aɪˈsi:naɪ/ eye-SEEN-eye، لاتین کلاسیک: [ɪˈkeːniː]) یک دودمان بریتانیایی از خاور بریتانیا در عصر آهن و دوران نخستین روم بودند.
قلمرو آنها دربردارندهٔ نورفک کنونی و بخشهایی از سافک و کمبریج‌شر بود و از باختر با سرزمین کوریلتاووی و از جنوب با کاتولولاونی و ترینووانتس هم‌مرز بود.
در دورهٔ رومی، پایتخت آنها ونتا آیسنوروم در کیستور سنت ادموند امروزی بود.
ژولیوس سزار در رویدادگویی‌اش از تاخت‌وتاز خود به بریتانیا در ۵۵ و ۵۴ پیش از میلاد از آیسینای نام نمی‌برد، اگرچه شاید اینان در پیوند با Cenimagni باشند، که سزار از آنها در همان زمان بعنوان مردمانی که در شمال رود تایمز زندگی می‌کنند، نام می‌برد.
افزایش دست‌درازی روم بر کارهای آنها به شورش در ۴۷ پس از میلاد انجامید، اگرچه آنها زیر فرمانروائی پادشاه پراسوتاگوس تا زمان مرگ او در پیرامون سال ۶۰ پس از میلاد در ظاهر مستقل ماندند.
چنگ‌اندازی رومیان پس از مرگ پراسوتاگوس نیز، شورش بزرگ همسر او بودیکا در ۶۰–۶۱ را در پی داشت.
خیزش بودیکا فرمانرانی روم در بریتانیا را سخت در خطر انداخت و به سوزاندن لوندینیوم و دیگر شهرها انجامید.
سرانجام رومی‌ها شورش را شکست دادند و آیسینائی‌ها به‌گونه‌ای فزاینده در استان روم درآمیختند.